# Dennis King

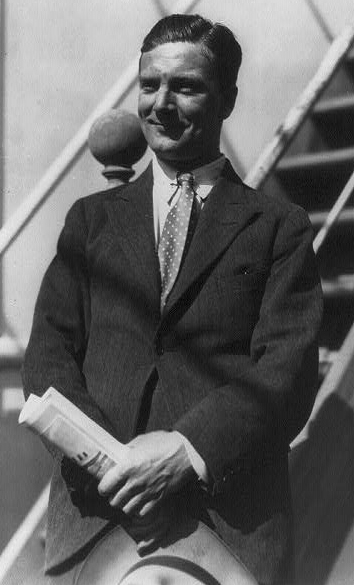
Dennis King (1927)

Dennis King (* 2. November 1897 in Coventry, England als Dennis Pratt; † 21. Mai 1971 in New York City) war ein britisch-amerikanischer Theater- und Filmschauspieler sowie Sänger.

## Leben und Karriere
Nach einigen Erfolgen an britischen Theaterbühnen zog Dennis King im Jahre 1921 in die USA. Dort gab der gutaussehende Schauspieler noch im selben Jahr sein Broadwaydebüt. Zwischen den 1920er- und 1940er-Jahren zählte er dort zu den großen Stars und gewann eine vor allem weibliche Anhängerschaft. Meist beinhalteten seine Auftritte wegen seiner guten Stimme Gesangsparts. Er trat einerseits in Musicals auf, wirkte andererseits aber auch in Shakespeare-Stücken mit. Sein größter Erfolg wurde die Rolle des François Villon in Rudolf Frimls Stück The Vagabond King aus dem Jahre 1925. Bis 1969 trat Dennis King in mindestens 40 Broadwaystücken auf, in denen er überwiegend in Hauptrollen gespielt hat.
In der Verfilmung des Stückes Der König der Vagabunden gab Dennis King 1930 sein Filmdebüt, dieses Film-Musical erhielt auch eine Oscarnominierung in der Kategorie Beste Ausstattung. Insgesamt hatte er bis 1969 rund 30 Film- und Fernsehauftritte, dennoch blieb seine Filmkarriere im Vergleich zu seinen Erfolgen am Broadway eher zweitrangig. Eine seiner bekanntesten Filmrollen hatte er als eleganter Räuberhauptmann Fra Diavolo an der Seite von Laurel und Hardy in der Komödie Hände hoch – oder nicht. Ab 1950 spielte er auch in Fernsehsendungen und Fernsehfilmen mit.
Dennis King war der Vater des Theaterschauspielers John Michael King (1926–2008).

## Filmografie (Auswahl)
- 1930: Der König der Vagabunden (The Vagabond King)
- 1930: Galas de la Paramount
- 1930: Paramount on Parade
- 1933: Hände hoch – oder nicht (The Devil’s Brother)
- 1944: Zwischen zwei Welten (Between Two Worlds)
- 1949–1950: The Philco Television Playhouse (Fernsehen, 5 Folgen)
- 1959: Die Madonna mit den zwei Gesichtern (The Miracle)
- 1961: Give Us Barabbas!
- 1962: Alfred Hitchcock Presents (Fernsehen, 1 Folge)
- 1969: Ein Trottel kommt selten allein (Some Kind of a Nut)

## Theaterauftritte (Auswahl)
- 1919: Monsieur Beaucaire (London)
- 1925: Rose-Marie (Broadway)
- 1925: The Vagabond King (Broadway)
- 1928: The Three Musketeers (Broadway; 1930 in London)
- 1932: Show Boat
- 1933: Command Performance (London)
- 1937: Frederika as Goethe (Broadway)
- 1938: I Married an Angel (Broadway)
- 1951: Music in the Air (Broadway)
- 1956: Shangri-La (Broadway)